# Рефлексивная игра
Рефлекси́вная игра́ — процесс социального взаимодействия, в ходе которого каждый из участников игры осуществляет рефлексивное управление (автор термина — В. А. Лефевр) другими участниками, пытаясь реализовать имеющуюся у него управленческую стратегию для формирования собственного варианта социальной действительности (реализации социального инновационного проекта). В пространстве рефлексивной игры опробуются на эффективность социальные технологии управления, поэтому выигрышем в такой игре является повышение уровня мастерства.

## Рефлексивная игра как тип социального взаимодействия
Рефлексивная игра относится к играм открытого типа. В отличие от игр, протекающих по сценарию и по заранее описанным правилам (таких как деловые игры или ролевые игры), рефлексивные игры представляют собой процесс социального взаимодействия, в котором роли, правила и сюжетные ходы генерируются участниками прямо по ходу игрового действия. В то же время ходом рефлексивной игры можно управлять, используя индивидуальные личностные характеристики участников, конфигурацию их деловых и личных интересов, предпочтений, ожиданий, целей, опасений и соблазнов.
В рефлексивной игре преимущества получает тот, кто более осредствлен инструментами управления людьми и социальными процессами, тот, кто более искушён в анализе и просчёте ситуаций социального взаимодействия. Из всех существующих вариантов рефлексивных игр наиболее известны ОДИ (организационно-деятельностные игры), впервые использованные для решения социальных задач Г. П. Щедровицким. Однако, существуют и другие разновидности рефлексивных игр, разработанных учениками, последователями и даже ярыми оппонентами Г. П. Щедровицкого.

## Типология рефлексивных игр
У каждой рефлексивной игры есть задача или комплекс задач, которые она должна решить силами участников. По задачам, решаемым в ходе рефлексивных игр, их можно разделить на два типа.
К первому типу относятся рефлексивные игры, главная задача которых — создать условия для индивидуального развития участников. Рефлексивные игры первого типа могут использоваться для профессиональной подготовки или переподготовки участников, которые не являются элементами какой-то одной социальной системы. Рефлексивные игры первого типа могут использоваться для выявления и развития культурных и мифологических стереотипов и установок, характерных для субъектов-участников. Также они могут использоваться для формирования мегамашин (социальных систем, составленных из элементов и частей других социальных систем) — например в ходе политических кампаний или общенациональных (или межгосударственных) проектов, в реализации которых задействованы возможности большого количества различных социальных систем.
Ко второму типу относятся рефлексивные игры, главная задача которых — генерировать социальную инновацию, которая изменит социальную систему, элементами которой являются субъекты-участники. Такие игры могут быть использованы для реализации такой специфической деятельности по развитию социальных систем как управленческий консалтинг.

## Проект рефлексивной игры
Рефлексивные игры первого и второго типа проводятся под управлением команды игротехников, которые обеспечивают такое протекание игрового процесса, в ходе которого решаются поставленные перед игрой задачи. Для проведения рефлексивной игры (первого или второго типа) команде игротехников необходим проект игры. Проект создается командой игротехников под управлением методологов. (Методолог — это мыслитель, способный разрабатывать новые подходы к проектированию рефлексивных игр, используя для этого аппарат методологического мышления. Процесс генерирования проекта игры можно назвать метаигрой, которая проводится методологами с командой игротехников накануне рефлексивной игры. В ходе проектирования игры команда игротехников тщательно прорабатывает диагностическую информацию (сведения об участниках и о социальной системе (системах), элементами которых являются субъекты-участники), детализируют темы и смыслы, вокруг которых будет строиться обсуждение внутри групп и в ходе игры, определяют наилучший для решения данной задачи способ разделения игроков на группы и просчитывают динамику внутригруппового и межгруппового игрового взаимодействия.

## Организационная структура рефлексивной игры
Рефлексивные игры первого и второго типов могут протекать только при условии задания жесткой организационной структуры игры (разделения участников на группы, к каждой из которых прикреплен минимум один игротехник, определение временного регламента игровых событий, определения форм внутригрупповой и общеигровой коммуникации и жесткое нормирование общения). Структура игры является метанормой, которая удерживается командой игротехников по отношению к игрокам. Игроки обладают большой свободой, однако, эта свобода ограничена четко заданными рамками, например: игрокам нельзя переходить из группы в группу, группа не может превышать время, отведенное на доклад в ходе общеигрового заседания, группа должна точно заявить тему доклада и не отклоняться от неё, к докладу можно задавать вопросы на понимание, но нельзя смешивать их с суждениями по поводу услышанного в докладе, нельзя задавать вопросы к тому, чего не было в прозвучавшем докладе и т. д. Нормы, правила и элементы организационной структуры рефлексивной игры могут варьироваться в зависимости от предпочтений и методов, используемых игротехнической командой и методологами, проводящими игру.

## Нормирование действий игроков, ауторефлексия и рефлексивное состояние
Норм, удерживающих структуру игры, достаточно много, и команда игротехников может изобретать их по ходу игрового действия. Основные нормирующие вопросы: «Что вы сейчас делаете?» или «В чем смысл Вашего действия здесь и сейчас?» являются достаточно неудобными, чтобы обратить внимание докладчика или группы на процесс их собственного мышления, тем самым выведя их в ауторефлексивную позицию. Когда игрок обучается, удерживая ауторефлексивную позицию, ставить цели, проектировать и осуществлять действия и анализировать результат осуществленных действий, он переходит в рефлексивное состояние и обретает новую степень интеллектуальной и творческой свободы, поскольку из рефлексивного состояния он оказывается способен работать со смыслами собственных и чужих действий и осуществлять рефлексивно-управленческие действия, эффективность которых существенно выше, чем у действий, осуществленных не из рефлексивного состояния.
Выделяют несколько уровней рефлексивного состояния («рефлексивных уровней» или «рефлексивных пластов»). Чем большее количество рефлексивных уровней оказывается в состоянии надстроить игрок (чем выше его рефлексивный потенциал), тем больше возможностей он обретает в проектировании социальных инноваций, в управлении людьми и социальными процессами, в просчёте социальных ситуаций. Субъект, обладающий более высоким рефлексивным потенциалом имеет существенное преимущество перед субъектом, чей рефлексивный потенциал ниже.
Таким образом, рефлексивная игра ни в коей мере не навязывает игрокам темы или варианты самоопределения, однако она создает для каждого игрока уникальный шанс расширить возможности своего мышления и нарастить свой рефлексивный потенциал.